# Benátská provincie
Benátská provincie (benátsky Provinsa Veneta, německy Provinz Venedig, italsky Provincia Veneta) byl název území bývalé Benátské republiky postoupené první Francouzskou republikou Habsburské monarchii podle podmínek smlouvy z Campo Formio z roku 1797, která ukončila válku první koalice. Hlavním městem provincie byly Benátky.

## Historie
V průběhu Francouzsko-italského tažení roku 1796 odmítla Benátská Signorie pod vedením dóžete Ludovica Manina spojenectví s Napoleonem, načež Bonaparte 14. května 1797 obsadil město, což vedlo k pádu Benátské republiky. Výměnou za vzdání se všech práv na Jižní Nizozemí a uznání Francouzské Cisalpinské republiky získal císař František II. Habsburský dobyté benátské území včetně dalmatského pobřeží, kromě Jónských ostrovů.
Tato nová provincie Benátky, která nahradila dlouhotrvající Benátskou republiku, byla začleněna jako samostatná část Rakouského arcivévodství, kde František převzal další titul „Vévoda Benátský“. Nepodléhala však Svaté říši římské. Provincie byla řízena rakouským guvernérem, ale nadále používala bývalou benátskou legislativu a udržovala si svou měnu, benátskou liru. Západní hranice provincie byla posunuta ve prospěch Cisalpinské republiky smlouvou z Lunéville z roku 1801 a načrtnuta podél thalweg dolní řeky Adige.
Na rozdíl od předchozí 1100 let staré republiky neměla provincie dlouhou existenci. Poté, co Grande Armée porazila síly Rakouského císařství u Slavkova, musel František podle Prešpurské smlouvy z roku 1805 postoupit benátské území napoleonskému království Itálie. V roce 1815 byla vrácena Rakousku podle podmínek závěrečného aktu Vídeňského kongresu a stala se součástí korunní země Lombardie-Benátsko.